# 2. ŽNL Krapinsko-zagorska 2022./23.
Ovaj članak je podtema članka: 7. rang HNL-a 2022./23.

2. ŽNL Krapinsko-zagorska u sezoni 2022./23. predstavlja drugi stupanj županijske lige u Krapinsko-zagorskoj županiji, te ligu sedmog stupnja hrvatskog nogometnog prvenstva. 
 
Sudjelovalo je osam klubova, a prvak lige je postao klub "Radoboj". 

## Sustav natjecanja
Osam klubova je igralo trokružnu ligu (21 kolo). 

## Ljestvica
| mj. | klub                        | ut. | pob | ner | por | gol+ | gol- | bod |
| --- | --------------------------- | --- | --- | --- | --- | ---- | ---- | --- |
| 1.  | Radoboj                     | 21  | 15  | 3   | 3   | 54   | 19   | 48  |
| 2.  | Mladost Belec               | 21  | 15  | 2   | 4   | 53   | 21   | 47  |
| 3.  | Desinić                     | 21  | 11  | 5   | 5   | 32   | 19   | 38  |
| 4.  | Vatrogasac Brezova          | 21  | 12  | 1   | 8   | 51   | 38   | 37  |
| 5.  | Toplice (Krapinske Toplice) | 21  | 5   | 5   | 11  | 27   | 48   | 20  |
| 6.  | Milengrad 2005 Budinščina   | 21  | 5   | 3   | 13  | 33   | 51   | 18  |
| 7.  | Đalski Gubaševo             | 21  | 4   | 3   | 14  | 28   | 48   | 15  |
| 8.  | Omladinac Dubrovčan         | 21  | 3   | 6   | 12  | 13   | 47   | 15  |

### Rezultatska križaljka
| kratica | klub                        | DES | ĐAL | MIL | MLA | OML | RAD | TOP | VAT |
| --- | --------------------------- | --- | --- | --- | --- | --- | --- | --- | --- |
| DES | Desinić                     |     |     |     |     |     |     |     |     |
| ĐAL | Đalski Gubaševo             |     |     |     |     |     |     |     |     |
| MIL | Milengrad 2005 Budinščina   |     |     |     |     |     |     |     |     |
| MLA | Mladost Belec               |     |     |     |     |     |     |     |     |
| OML | Omladinac Dubrovčan         |     |     |     |     |     |     |     |     |
| RAD | Radoboj                     |     |     |     |     |     |     |     |     |
| TOP | Toplice (Krapinske Toplice) |     |     |     |     |     |     |     |     |
| VAT | Vatrogasac Brezova          |     |     |     |     |     |     |     |     |
| |                             |     |     |     |     |     |     |     |     |
| podebljan rezultat - utakmice od 1. do 7., te od 15. do 21. kola (1. i 3. utakmica između klubova) rezultat normalne debljine - utakmice od 8. do 14. kola (2. utakmica između klubova) rezultat nakošen - nije vidljiv redoslijed odigravanja međusobnih utakmica iz dostupnih izvora rezultat nakošen i smanjen * - iz dostupnih izvora nije uočljiv domaćin susreta prekrižen rezultat - poništena ili brisana utakmica p - utakmica prekinuta 3:0 p.f. / 0:3 p.f. - rezultat 3:0 bez borbe |                             |     |     |     |     |     |     |     |     |

 Izvori: 

## Vanjske poveznice
- nskzz.hr, Nogometni savez Krapinsko-zagorske županije
- semafor.hns.family